# قتل‌عام هاشیم‌پورا
قتل‌عام هاشیم‌پورا یک واقعه کشتار جمعی است که در ۲۲ می ۱۹۸۷ در نزدیکی شهر میروت واقع در ایالت اوتار پرادش، در کشور هند رخ داده‌است. این واقعه بخشی از جریان شورش همگانی ۱۹۸۷ میروت که از مارس تا ژوئن ۱۹۸۷ اتفاق افتاد و منجر به کشته شدن ۳۵۰ نفر شد، بوده‌است. گفته می‌شود که ۱۹ نفر از پرسنل نیروهای پلیس مسلح ایالتی (پی‌اِی‌سی) ۴۲ جوان مسلمان را از محله‌ای به نام هاشیم‌پورا در شهر جمع کرده و آنها را به حومه شهر برده بودند، سپس با خونسردی به آنها شلیک کرده و اجساد آنها را در کانال‌های آب آن اطراف انداخته بودند. چند روز بعد، اجساد مرده آن جوانان مسلمان شناور در کانال‌های آب پیدا شده بود و پلیس برای تحقیقات بیشتر پرونده قتلی در این مورد تشکیل داد. سرانجام آن ۱۹ مأمور پلیس، در به قتل رساندن آن جوانان مسلمان متهم شناخته شدند. در ماه می ۲۰۰۰، ۱۶ نفر از آن ۱۹ مأمور خود را تسلیم دولت کردند و بعد با قید وثیقه آزاد شدند. این در حالی بود که سه متهم دیگر در این فاصله زمانی فوت کرده بودند. در سال ۲۰۰۲، دیوان عالی هند دستور داد که دادرسی این پرونده از دادگاه بخش قاضی‌آباد به یک دادگاه محلی در مجتمع قضایی تیس هازاری واقع در دهلی منتقل شود.
در ۲۱ مارس ۲۰۱۵، همه ۱۶ مرد متهم در پرونده قتل‌عام هاشیم‌پورای ۱۹۸۷ توسط دادگاه تیس هازاری به دلیل عدم وجود شواهد کافی تبرئه شدند. دادگاه بر این نکته تأکید داشت که بازماندگان این واقعه، نتوانسته‌اند هیچ‌یک از پرسنل پی‌اِی‌سی متهم در این پرونده را شناسایی کنند. در ۳۱ اکتبر ۲۰۱۸، دادگاه عالی دهلی حکم صادر شده از جانب دادگاه تیس هازاری را مردود اعلام کرد و آن ۱۶ نفر از پرسنل پی‌اِی‌سی را در این قتل‌عام مجرم تشخیص داد، در نتیجه آنها را به حبس ابد محکوم نمود.

## رویداد
«هر کسی که قدرت بدنی و هیکل خوبی داشت، انتخاب می‌شد. در حالی که پیرترها و کودکان از گروه جدا و آزاد می‌شدند. جوانان را در یک گروه جمع کردند و سوار یک کامیون زرد رنگ متعلق به پی‌اِی‌سی کردند.» .. «آنها را از کامیون پیاده کردند و به هر کدام دوبار شلیک کرده و اجسادشان را در رود گنگا انداختند.»

- گفته‌های محمد عثمان، شاهد و بازمانده این واقعه، ۲۰۰۷
پس از گسترش شورش‌ها در آوریل ۱۹۸۷ به سرتاسر میروت، این کشمکش‌ها همگانی شد و همه قشرها اجتماع را درگیر کرد. به همین خاطر پی‌اِی‌سی برای مقابله با شورش‌ها اعزام شد، اما با کمتر شدن درگیری‌ها کنار کشید. اگرچه در ۱۹ می، هنگامی که ۱۰ نفر به دلیل افزایش آتش‌افروزی‌ها کشته شدند، درگیری‌ها دوباره بالا گرفت. به همین خاطر، از نیروهای نظامی خواسته شد تا وارد عمل شده و در منطقه مستقر شوند. در همان روز هفت گروهان از نیروهای پشتیبان مرکزی پلیس به شهر رسیدند، در همان اثنا ۳۰ گروهان از نیروهای پی‌اِی‌سی نیز به سرعت وارد عمل شدند و حکومت نظامی نامحدودی در شهرها اعلام شد. روز بعد، آشوبگران سالن سینمای گولمرگ را به آتش کشیدند که منجر به افزایش میزان تلفات به ۲۲ کشته و ۷۵ زخمی شد. با وخیم‌تر شدن اوضاع، در ۲۰ می ۱۹۸۷ به نیروهای نظامی دستور داده شد که به هر کسی که حکومت نظامی را زیر پا گذاشته و بیرون بیاید، تیراندازی کنند.
در شب ۲۲ می ۱۹۸۷، ۱۹ نفر از پرسنل نیروهای پلیس مسلح ایالتی (پی‌اِی‌سی)، تحت فرماندهی سوریندر پال سینگ، مسلمانان را در محله هاشیم‌پور واقع در شهر میروت جمع کردند. سپس افراد مسن و بچه‌ها را از میان آن جمع جدا و آزاد کردند. گفته می‌شود که حدود ۴۰ تا ۴۵ نفر را که اغلب آنها از کارگران و بافندگان روزمزد بودند، انتخاب کردند. سپس این افراد را سوار کامیونی کرده و به جای بردن به ایستگاه پلیس، آنها را به اطراف آبراه بالایی رود گنگا در شهر مرادنگر واقع در بخش قاضی‌آباد بردند. در آنجا پرسنل پی‌اِی‌سی، مسلمانان را یکی یکی آورده و به آنها شلیک می‌کردند، سپس جسدشان را داخل آبراه می‌انداختند. در این حین گلوله‌ای نیز به یکی از افسران پی‌اِی‌سی اصابت و او را مجروح کرده بود. پس از کشتن تعدادی از مسلمانان، نور چراغ‌های وسایل نقلیه‌ای که از آن اطراف عبور می‌کردند باعث نگرانی پرسنل پی‌اِی‌سی شده بود، در نتیجه آنها مسلمانان زنده باقیمانده را برداشته و از آن محل فرار کردند. در این حین چهار نفر از مسلمانان با تظاهر به مردن از دست پرسنل پی‌اِی‌سی فرار کرده و سپس با شنا کردن خود را به محل امنی رسانده بودند. یکی از آنها به ایستگاه پلیس مرادنگر رفته و در مورد این واقعه به آنها خبر داده بود.
پس از آن، پرسنل پی‌اِی‌سی مردان باقیمانده را با کامیون به رود هندون در نزدیکی روستای ماکانپور واقع در قاضی‌آباد بردند و در آنجا به آنها تیراندازی کرده و اجسادشان را به داخل آب پرتاب کردند. دو مسلمان دیگر نیز از این تیراندازی جان سالم به در برده و با رفتن به ایستگاه پلیس بین جاده‌ایی که در آن اطراف بود، این واقعه را به پلیس گزارش کرده بودند.

## عواقب
در پی انتشار خبر این حادثه در رسانه‌ها، سازمان‌های مدافع حقوق اقلیت‌ها و سازمان‌های حقوق بشری رنجش خود را از این واقعه اعلام کردند. نخست‌وزیر وقت راجیو گاندی به همراه فرماندار وقت ویر بهادور سینگ، چند روز بعد در ۳۰ می از شهر میروت و دیگر نواحی تأثیر گرفته از شورش دیدار کردند. یک نهاد حقوق بشری به نام اتحادیه مردمی مدافع آزادی‌های مدنی (پی‌یوسی‌اِل) کمیته‌ای متشکل از رئیس همین نهاد راجیندار ساچار (که قبلاً قاضی بوده)، اندر کومار گجرال (که بعدها نخست‌وزیر هند شد) و دیگر افراد را برای تحقیق در مورد این حادثه منصوب کرد. این کمیته نتیجه تحقیقات خود را در ۲۳ ژوئن ۱۹۸۷ به شکل گزارشی منتشر کرد.
در سال ۱۹۸۸، فرمانداری ایالت اوتار پرادش به شعبه مرکزی دایره تحقیقات جنایی (سی‌بی‌سی‌آی‌دی) دستور داد تا پلیس اوتار پرادش را مورد بازجویی قرار دهد. تیم تحقیقاتی رسمی سه نفره‌ای به ریاست بازرس کل سابق گیان پراکاش گزارشی را در سال ۱۹۹۴ ارائه کرد. اگرچه این گزارش تا سال ۱۹۹۵ که قربانیان حادثه، کرسی قضاوت لکهنو در دادگاه عالی الله‌آباد را مجبور به افشای آن کردند، علنی نشده بود.
در روند تحقیقات سی‌بی-سی‌آی‌دی، کمک بازرس ویرندا سینگ که از اعضای کادر ایستگاه پلیس بین جاده‌ای نزدیک رود هندون بود، اظهار داشت که در روز واقعه پس از مطلع شدن، برای سرکشی به سمت رود هندون رفته و یک کامیون متعلق به پی‌اِی‌سی را در حال ترک آن محل دیده بود. او نیز کامیون را تعقیب کرده و دیده بود که وارد یکی از پایگاه‌های پی‌اِی‌سی شده‌است (پایگاهی به نام ۴۱اُم واهینی). ویبهوتی نارین رای رئیس پلیس قاضی‌آباد و نصیم ضیادی دادستان بخش قاضی‌آباد، به آن پایگاه رفته و سعی کرده بودند از طریق افسران ارشد پی‌اِی‌سی رد آن کامیون را بگیرند، اما فایده‌ای نداشت. سی‌بی-سی‌آی‌دی در گزارش خود به ۳۷ نفر از اعضای پی‌اِی‌سی و اداره پلیس اشاره و توصیه کرده بود که آنها تحت پیگرد قانونی قرار بگیرند. در ۱ ژوئن ۱۹۹۵، دولت مجوزی مبنی بر تحت پیگرد قرار گرفتن ۱۹ نفر از آنها را صادر کرد. چندی بعد در ۲۰ می ۱۹۹۷، فرماندار مایاواتی مجوز دستگیری ۱۸ نفر باقیمانده را نیز صادر کرد.

## بررسی قضایی
پس از انجام تحقیقات، در سال ۱۹۹۶، اتهام‌نامه‌ای بر اساس بند ۱۹۷ قانون آیین دادرسی کیفری هند (سی‌آرپی‌سی) توسط دادستان کل قاضی‌آباد تشکیل شد و با صدور حکم قانونی از مأموران متهم شده خواسته شد تا در دادگاه حاضر شوند. بین سال‌های ۱۹۹۴ تا ۲۰۰۰، ۲۳ مرتبه حکم با قرار وثیقه برای آنها صادر شد، اما هیچ‌یک از آنها در دادگاه حاضر نشدند. به دنبال آن ۱۷ مرتبه نیز بین آوریل ۱۹۹۸ تا آوریل ۲۰۰۰ حکم غیرقابل قرار وثیقه علیه آنها صادر شد، اما بی‌فایده بود. سرانجام بر اثر فشار عموم، ۱۶ نفر از متهمان در سال ۲۰۰۰ خود را تسلیم دادگاه قاضی‌آباد کردند و پس از برگزاری دادگاه با قرار وثیقه آزاد شده و دوباره به سر کار خود برگشتند.
در سال ۲۰۰۱، پس از وقفه طولانی‌ای که در دادرسی قبل از محاکمه قاضی‌آباد پیش آمد، خویشاوندان قربانیان و بازماندگان دادخواستی را مبنی بر انتقال پرونده از قاضی‌آباد به دهلی نو به دادسرای عالی ارائه کردند و اظهار داشتند که شرایط در آنجا مساعدتر خواهد بود. دیوان عالی کشور در سپتامبر ۲۰۰۲ با این درخواست موافقت کرد. با این اقدام نیز پرونده به جریان نیفتاد، چون دولت ایالتی تا نوامبر ۲۰۰۴ هیچ دادستان عمومی‌ای را برای رسیدگی به این پرونده منصوب نکرد. پس از آن نیز دادستانی که برای رسیدگی به این پروند منصوب شد، صلاحیت لازم را نداشت. هر چند که بعدها دادستان اِس. ادلاکها به عنوان جایگزین وی منصوب شد. سرانجام در می ۲۰۰۶، پرونده‌ای علیه تمام پرسنل متهم پی‌اِی‌سی برای جرائم اتهام به قتل، توطئه برای قتل، اقدام به قتل، دستکاری مدارک و غیره بر اساس بندهای ۳۰۲/ ۱۲۰ب/ ۳۰۷/ ۲۰۱/ ۱۴۹/ ۳۶۴/ ۱۴۸/ ۱۴۷ قانون مجازات هند تشکیل شد و قرار شد محاکمه در ماه ژوئیه (تیر) آغاز شود.
در ۱۵ ژوئیه ۲۰۰۶، روزی که قرار بود محاکمه شروع شود، دادستان گفته بود که مسئولین اوتار پرادش هنوز اطلاعات ضروری را برای این پرونده به دهلی ارسال نکرده‌اند. در نتیجه، قاضی کشیک دادگستری دهلی اِن‌پی کائوشیک، محاکمه را به ۲۲ ژوئیه موکول کرد. وی همچنین به هر دوی دبیرکل و وزیر دادگستری ایالت اوتار پرادش اخطارنامه‌هایی فرستاد و خواستار توضیح در مورد این شد که «چرا این پرونده با توجه به ماهیت اضطراری آن به‌طور مناسبی مورد رسیدگی قرار نگرفته‌است». هنگامی که در ۲۲ ژوئیه محاکمه آغاز شد و یک نفر از چهار نفر بازمانده حادثه به نام ذوالفقار ناصر در مجتمع قضایی تیس هازاری حاضر شد و برای شهادت در مقابل قاضی اِن‌پی کائوشیک قرار گرفت، سه نفر از ۱۹ متهم اصلی از جمله فرمانده جوخه سوریندر پال سینگ که گفته می‌شود این کشتار به دستور او انجام شده، قبل از این مرده بودند. در روز دوم محاکمه، هنگام بررسی مدارک پرونده توسط قاضی مشخص شد که اسلحه‌های استفاده شده در قتل‌عام، پس از بررسی توسط آزمایشگاه علمی پزشکی قانونی مرکزی حیدرآباد دوباره در بین نیروهای پیاده‌نظام گردان ۴۱-بی واهینی پی‌اِی‌سی توزیع شده‌است (همان گردانی که متهمان عضوش بودند). بخشی از گفته‌های محمد عثمان شاهد نجات یافته از قتل‌عام، که در فوریه ۲۰۰۷ در دادگاه شهادت داد، این است: «پس از اینکه سه پسر از میان جمع بیرون برده شدند و صدای شلیک بلند شد، کسانی که در کامیون بودند شروع به فریاد زدن کردند، پس نیروهای پی‌اِی‌سی برای ساکت کردنشان آنها را به گلوله بستند.»
تا می ۲۰۱۰ (اردیبهشت ۱۳۸۹)، ۶۳ نفر از ۱۶۱ نفری که به عنوان شاهد ذکر شده بودند، توسط دایره تحقیقات جنایی پلیس اوتار پرادش که به این پرونده رسیدگی می‌کرد، مورد بازجویی قرار گرفتند. در ۱۹ می ۲۰۱۰، ۴ شاهد این پرونده اظهارات خود را در دادگاهی با حضور دستیار قاضی مانو رای ستهی در دهلی ثبت کردند. این ۴ نفر سراج‌الدین، عبدالغفار، عبدالحمید و افسر وقت در حال انجام وظیفه جی. اِل. شارما بودند. اگرچه هیچ‌یک از شاهدان عینی نتوانستند هیچ‌کدام از پرسنل متهم پی‌اِی‌سی را شناسایی کنند.
در ۱۶ اکتبر ۲۰۱۲ رئیس حزب جاناتا سوبرامانیان سوامی، دادگاه دهلی را وادار کرد تا تحقیقاتی در مورد نقش احتمالی پی. چیدامبارام وزیر امور داخلی اتحادیه وقت آن زمان در این قتل‌عام، انجام دهد.
دادگاه تیس هازاری دهلی در ۲۱ مارس ۲۰۱۵، همه ۱۶ متهم پرونده قتل‌عام هاشیم‌پورای ۱۹۸۷ را به دلیل عدم وجود شواهد کافی تبرئه کرد. دادگاه بر این نکته تأکید داشت که بازماندگان این واقعه، نتوانسته‌اند هیچ‌یک از پرسنل پی‌اِی‌سی متهم در این پرونده را شناسایی کنند.
فرمانداری اوتار پرادش حکم صادر شده در دادگاه تیس هازاری را نپذیرفت و درخواست تجدید نظر داد. در آن زمان، دادستان ایالتی ش. ظفریاب جیلانی، مسئولیت این پرونده را برعهده داشت و رام کیشور سینگ یاداو از دیوان عالی کشور دستیار او در این پرونده بود. کائوشال یاداو نیز دادستان عمومی درگیر در روند رسیدگی به این پرونده بود.
در ماه می ۲۰۱۵، فرمانداری اوتار پرادش اعلام کرد که میزان دیه برای خانواده هر قربانی، ۵۰۰٬۰۰۰ روپیه (حدود ۳۰ میلیون تومان) است.
در ۳۱ اکتبر ۲۰۱۸، دادگاه عالی دهلی حکم صادر شده از جانب دادگاه تیس هازاری را مردود اعلام کرد و آن ۱۶ نفر از پرسنل پی‌اِی‌سی را در این قتل‌عام مجرم تشخیص داد، در نتیجه آنها را به حبس ابد محکوم نمود.

## دسترسی به اطلاعات پرونده
بیست سال پس از این قتل‌عام در ۲۴ می ۲۰۰۷، دو بازمانده و ۳۶ نفر از اعضای خانواده قربانیان به شهر لکهنو رفتند و برای بدست آوردن تمام اطلاعات مربوط به این پرونده، ۶۱۵ درخواست را بر اساس قانون حق دسترسی به اطلاعات هند (آرتی‌آی) به دفتر مدیر کل پلیس ابلاغ کردند. پس از به ثمر رسیدن این اقدام و گردآوری اطلاعات پرونده در ماه سپتامبر (شهریور)، مشخص شد که تمام متهمین بر سر کار خود برگشته و هیچ‌کدام در گزارش سالانه محرمانه خود (اِی‌سی‌آر) از این واقعه چیزی ذکر نکرده بودند. پنج مرد که در این واقعه به آنها شلیک شده ولی نجات یافته بودند، بعدها در سال ۲۰۰۷ حاضر به شهادت در این پرونده برای پیگرد قانونی شدند.

## مطالب بیشتر
- Commonwealth Human Rights Initiative (2007). Feudal Forces: Democratic Nations – Police Accountability in Commonwealth South Asia. CHRI. ISBN 978-81-88205-48-6.
- "Meerut riots of May 1987 :PUCL report, 1987". PUCL. 23 June 1987. Archived from the original on 17 August 2012. Retrieved 24 February 2011.
- "Covering and Reacting to a Tragedy: Some Reflections: Meerut's communal holocaust". PUCL. October 1988. Archived from the original on 24 October 2013. Retrieved 24 February 2011.
- Uekert, Brenda K. (1995). "8. India: Meerut/Maliana massacre". Rivers of blood: a comparative study of government massacres. Greenwood Publishing Group. p. 97. ISBN 0-275-95165-0.
- "India: Torture, rape and deaths in custody". Amnesty International. 26 مارس 1992.
- "Hashimpura massacre trial after 19 years-Failure of all organs of state". PUCL. October 2006. Archived from the original on 19 October 2013. Retrieved 24 February 2011.
- Vibhuti Narayan Rai on Hashimpura Judgement بایگانی‌شده  در ۱۱ مارس ۲۰۱۸ توسط Wayback Machine